# Nanocapteur
Un nanocapteur caractérise tout capteur effectuant une opération à l’échelle nanométrique. Il est utilisé pour transmettre des informations sur les nanoparticules au monde macroscopique. En effet, le nanocapteur permet la transformation du signal de l’environnement contenant l’information en utilisant des nanostructures.
Un capteur est considéré comme nanocapteur s’il possède au moins l'une des propriétés suivantes : 
- la taille du capteur est nanoscopique
- la sensibilité du capteur est à l’échelle nanométrique
- la distance d’interaction entre le capteur et l’objet est en nanomètres

## Domaines d'applications

### Nanocapteurs en chimie et en mécanique
Les nanocapteurs s’appliquent en général dans les domaines de la chimie et de la mécanique. Ils sont utilisés pour détecter des substances chimiques dans les gaz pour la surveillance de la pollution, ou encore pour surveiller les paramètres physiques (la température, le déplacement et l’écoulement). Ils peuvent également être employés comme accéléromètres dans les dispositifs MEMS (microsystème électromécanique) comme les capteurs airbag.
Par ailleurs, les nanocapteurs sont utilisés dans le diagnostic médical en tant que capteurs hématogènes ou sur des puces d’appareils médicaux pour identifier avec précision les cellules et des endroits particuliers dans le corps.

### Nanocapteurs biomimétiques
Un premier exemple est l'ICCR (ion channel coupled receptor) récemment mis au point par une double équipe de français, par ingénierie de protéines. Il s'agit d'un assemblage moléculaire répondant à deux fonctions : 
- reconnaissance d'un signal chimique (hormone, neurotransmetteur)
- traduction en signal électrique.

Quand la protéine est en contact avec la molécule qu'elle doit reconnaître, elle change de conformation, modifiant le canal adjacent par ouverture d'un passage transmembranaire permettant un flux d’ions détecté comme micro-courant électrique. 
Les prospectivistes imaginent donc des batteries de biocapteurs pouvant imiter des capteurs naturels et cibler ou détecter des molécules particulières. (toxiques, médicaments, signal hormonal, etc.).

## Problématiques socio-techniques

### Problème de propriété intellectuelle
Les nanocapteurs, et les nanotechnologies en général exploitent des propriétés nouvelles de matériaux déjà bien connus. Ceci soulève la problématique d’une possible course aux brevets, et d’une expansion de la propriété intellectuelle à outrance, auxquelles nous avons déjà pu assister par le passé dans d’autres domaines comme dans celui de la vente en ligne avec l’affaire “eBay Inc. v. MercExchange, L. L. C.”
La difficulté vient du fait que nous n’avons que très peu d’études sur les aspects économiquement bénéfiques ou pénalisant d’une économie hyperprotectrice des brevets et des droits d’auteur et de son influence directe sur l’innovation.

### Éthique et controverses

#### Controverse liée à la toxicité
La controverse concernant la toxicité des nanotechnologies, est liée à la difficulté d’évaluation de la toxicité des nanoparticules pour la santé qui du fait de leur taille peuvent franchir les barrières naturelles du corps humain notamment les membranes cellulaires ce qui est un danger pour la population et particulièrement pour les ouvriers travaillant dans les industries utilisant des nanotechnologies.
En 2006, le ministère de l’écologie et du développement durable saisit le comité de la prévention et de la précaution (CPP). À la suite de son analyse, la CPP conclut que bien qu’il y ait un manque de données pour évaluer les risques des nanoparticules sur la santé, de nombreux argument indiquent « l’existence d’une réactivité biologique particulière des nanoparticules » qui « peut constituer un danger chez l’homme si celui-ci est exposé par inhalation, ingestion ou passage transcutané, à ces particules ».
Elle émet également les quatre recommandations suivantes :
1. La mise ne place d’un recensement précis et normalisé des nanoparticules issues des nanotechnologies ainsi que d’un recensement des différentes filières de production.
2. Une meilleure identification des populations à risque et un développement de la métrologie pour permettre une meilleure évaluation de ces risques.
3. La mise en place de multiples mesures de précautions à l'échelle locale comme à l'échelle nationale.
4. Et enfin une meilleure prise en compte des aspects sociétaux, par la mise en place d’un système d’observation, une meilleure implication des populations concernées, et l’organisation de débats locaux.

#### Problème d'éthiques

##### La question du post-humanisme
Les utilisations potentielles des nanocapteurs pour améliorer, corriger ou même développer de nouvelles capacités biologiques pose un problème au niveau éthique, notamment dans « le rapport de l’homme avec lui-même et à la machine ». Le problème éthique du post-humanisme bien que déjà soulevé par les technologies actuelles comme avec les questions de dopage et d’implants sous-cutanés déjà existants, est donc de nouveau rencontré avec les nanotechnologies. Il n’est pas impossible que les questionnements qui ont lieu sur les problématiques éthiques de demain change notre vision de certaines technologies d’aujourd’hui.

##### La question de protection des libertés individuelles
Une des grandes controverses concernant les nanotechnologies concerne les nanocapteurs implantés permettant de générer des données sur le porteur notamment en termes de localisation. Plusieurs acteurs sociaux, notamment des comités d'éthique et des mouvements pour la défense des libertés publiques s’en sont inquiétés depuis le début des années 2000.

### Développement et acteurs
Le développement technique de la filière des nanocapteurs est difficile du point de vue du financement puisque les soutiens publics sont souvent rares. De plus, ce domaine de nanotechnologie est marqué par l’incertitude scientifique et les risques tels que la toxicité, n’ont pas tous été déterminés. L’ensemble de ces raisons entraîne un retard dans le développement technique et donc dans l’industrialisation des nanocapteurs.

### Régulation
D’autre part, il n’y actuellement aucune réglementation spécifique régissant l’usage de ces nanoparticules. Il existe cependant des réglementations européennes telles que la REACh (Enregistrement, évaluation et autorisation des produits chimiques) ou les normes relatives à la gestion des produits chimiques et à la sécurité au travail qui ont pour but la protection de la santé humaine et de l’environnement contre les risques éventuels des nanomatériaux en général.
Par ailleurs, les Lois Grenelle I et II déclarent une obligation aux entreprises impliquées dans l’industrialisation des nanotechnologies de mettre en place une méthodologie d’évaluation des risques et des dangers de ces nanoparticules, ainsi qu’un système permettant la déclaration de celles-ci en vue d'en informer le public, les consommateurs et les travailleurs.